# Cerkiew św. św. Kosmy i Damiana w Wojkowej
Cerkiew św. św. Kosmy i Damiana w Wojkowej – dawna łemkowska cerkiew greckokatolicka, znajdująca się w Wojkowej. 
Po 1947 przejęta przez Kościół rzymskokatolicki. Obecnie użytkowana jako kościół filialny pod tym samym wezwaniem parafii św. Jakuba Młodszego Apostoła w Powroźniku w dekanacie Krynica-Zdrój. Cerkiew wpisano na listę zabytków w 1964. Została włączona do małopolskiego Szlaku Architektury Drewnianej.

## Historia
Cerkiew w Wojkowej istniała już pod koniec XVI wieku, jednak obecny budynek powstał w 1790 lub 1792 po tym, gdy pierwsza świątynia została doszczętnie zniszczona przez pożar. Po Akcji „Wisła” obiekt został przejęty przez kościół łaciński i od 1951 użytkowany jako kościół filialny. Remontowana na początku XX wieku, w latach 1967-1970 i w latach 90. Polichromię i ikonostas odnowiono w latach 1997-1998. 

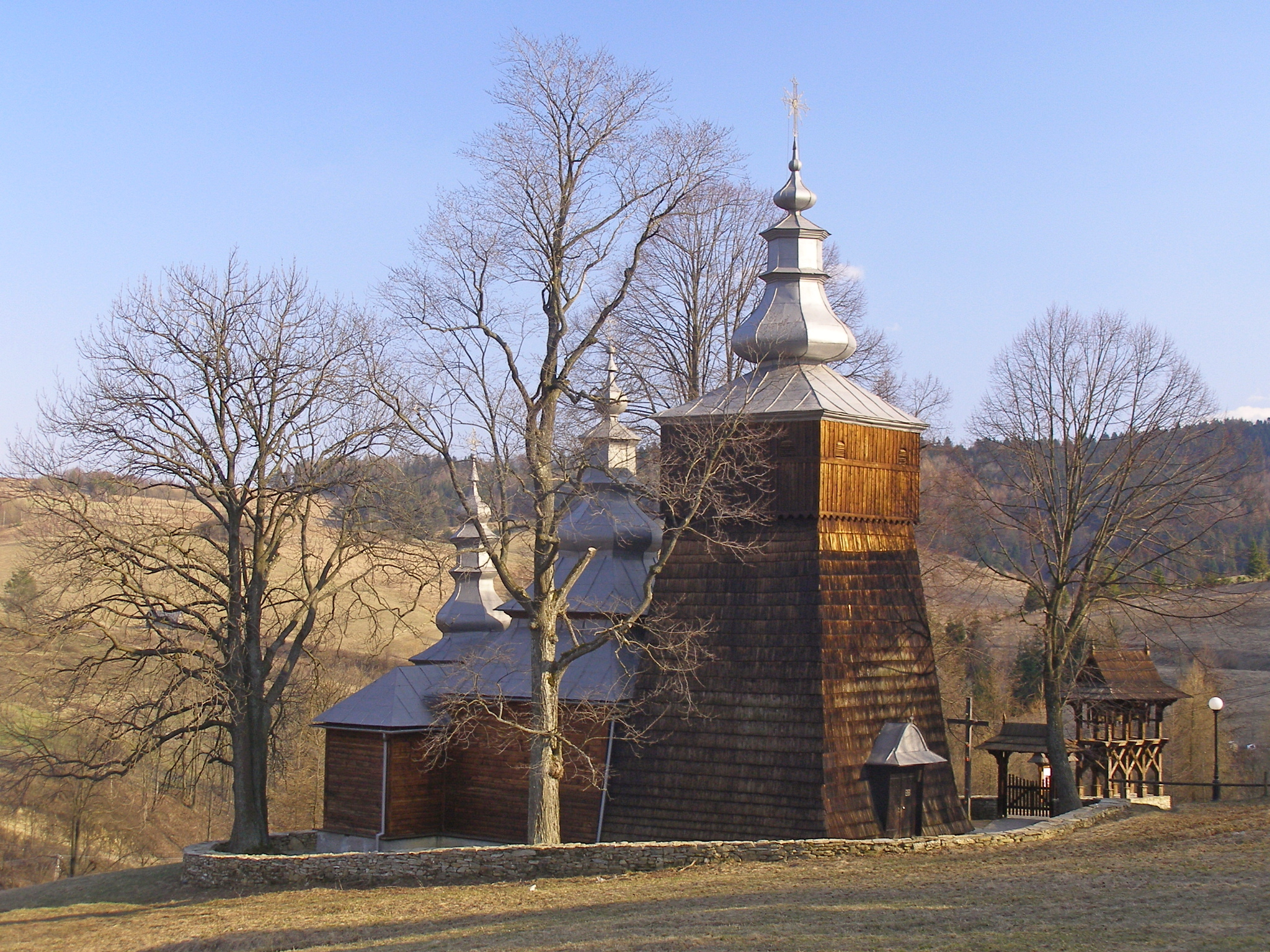
Elewacja północna
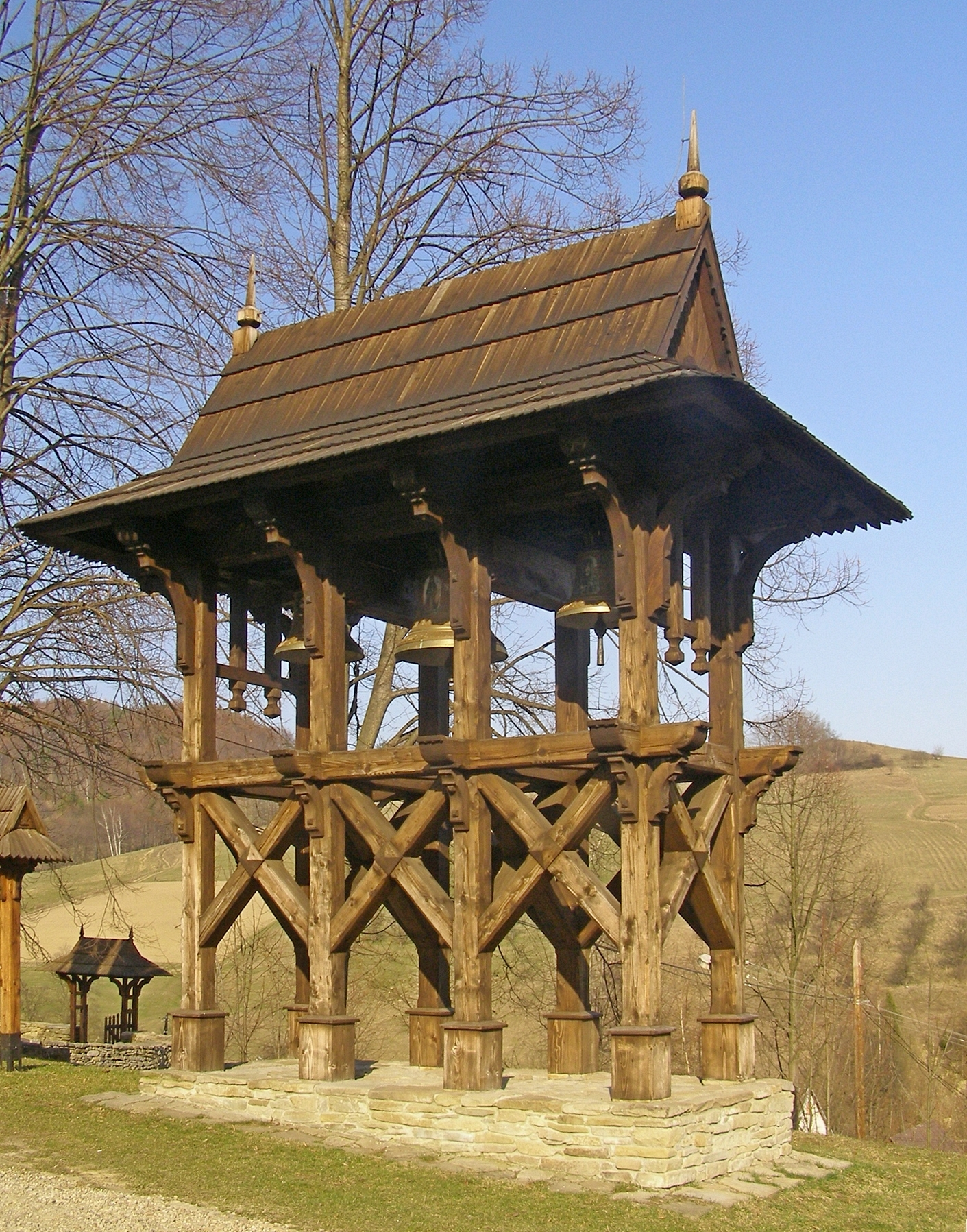
Dzwonnica
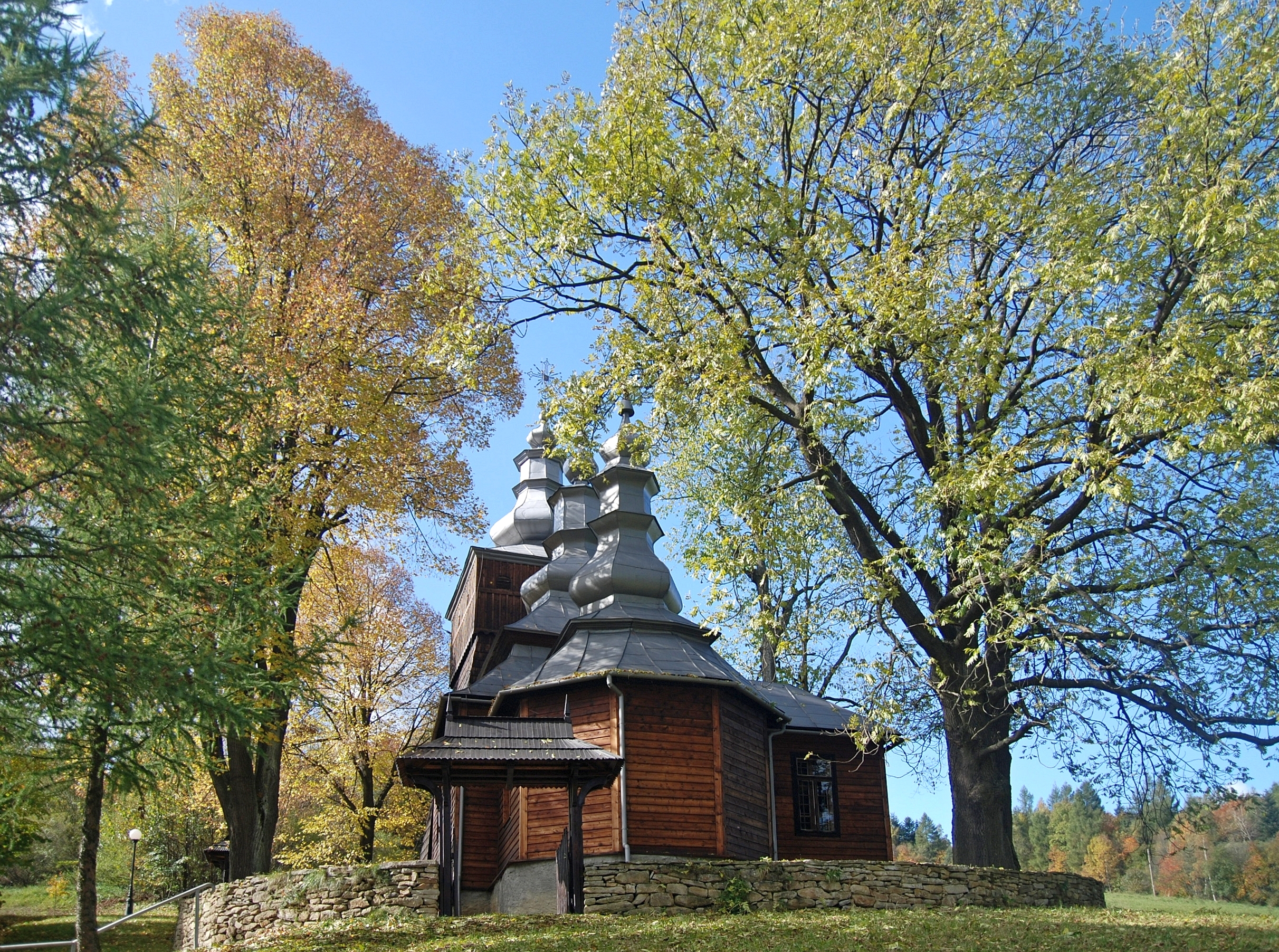
Widok od prezbiterium

## Architektura i wyposażenie
Cerkiew w Wojkowej jest cerkwią łemkowską, trójdzielną. Ponad przedsionkiem wznosi się wieża o konstrukcji słupowo-ramowej, z drewnianym hełmem i kutym krzyżem. Podobne hełmy wznoszą się nad nawą i prezbiterium. Ściany wieży obite gontem a pozostałe szalowane poziomymi deskami. Okna w cerkwi są kwadratowe. Do prezbiterium dostawiona jest zakrystia, zaś samo pomieszczenie ołtarzowe zostało trójbocznie zamknięte. Pierwotnie cały obiekt był kryty gontem, obecnie dachy pokryte są blachą.
We wnętrzu zachował się ikonostas wykonany dla cerkwi w okresie jej wznoszenia, z którego usunięto królewskie wrota oraz drzwi diakońskie. W nawie znajduje się ikona Chrystusa Nauczającego, również z XVIII wieku oraz berło procesyjne z wieku XIX. Zachowała się również wykonana w 1938  tuż przed II wojną światową polichromia figuralno-ornamentalna ze scenami: Zmartwychwstania na namiotowej kopule nawy i Zwiastowania na stropie babińca. 

## Wokół cerkwi
Teren przycerkiewny jest ogrodzony niskim kamiennym murkiem. Poza nim stoi nowa drewniana dzwonnica słupowo-ramowa pokryta dachem gontowym i współczesnymi dzwonami poświęconymi św. Kindze, Agacie i Józefowi.

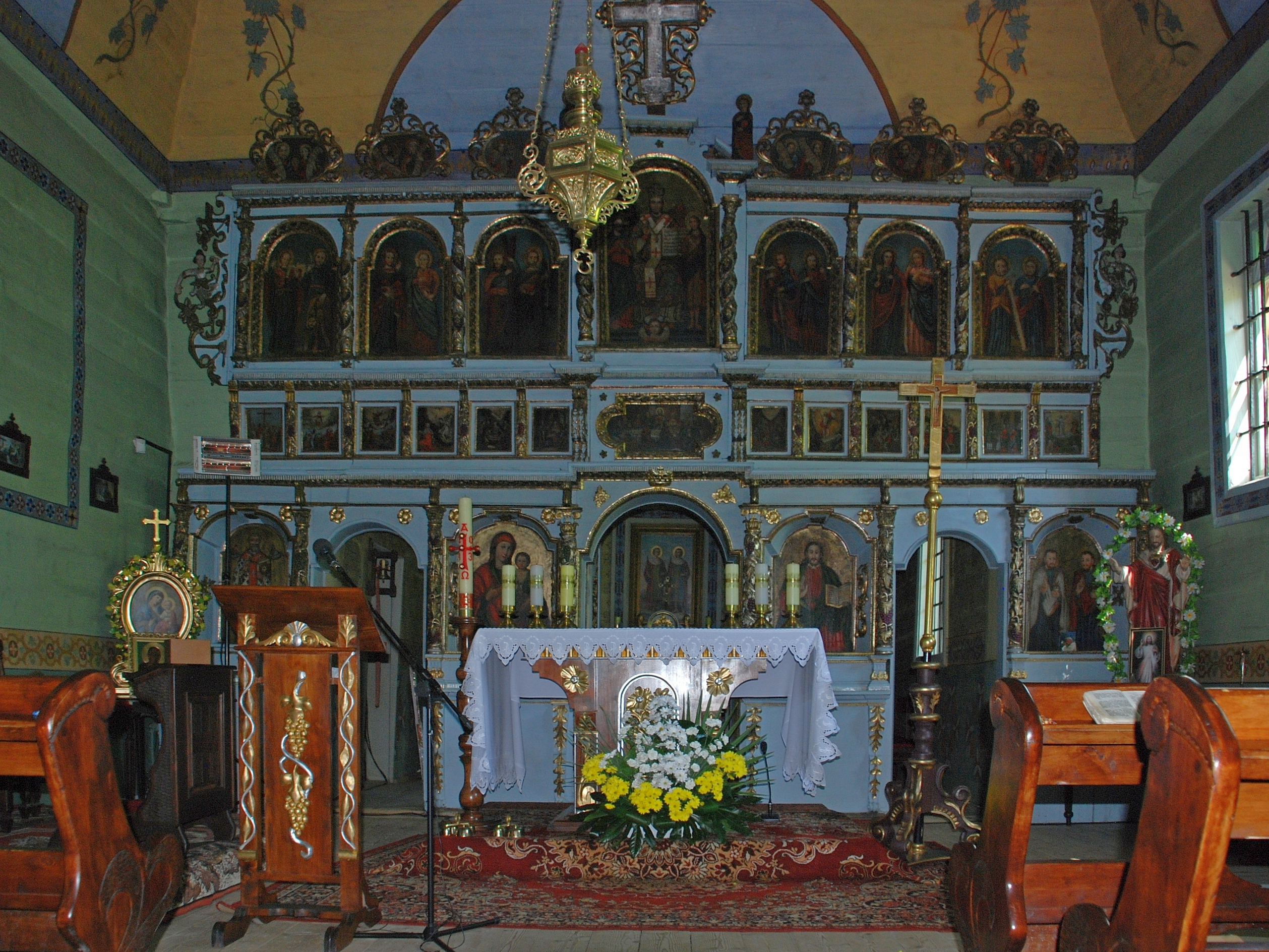
Wnętrze
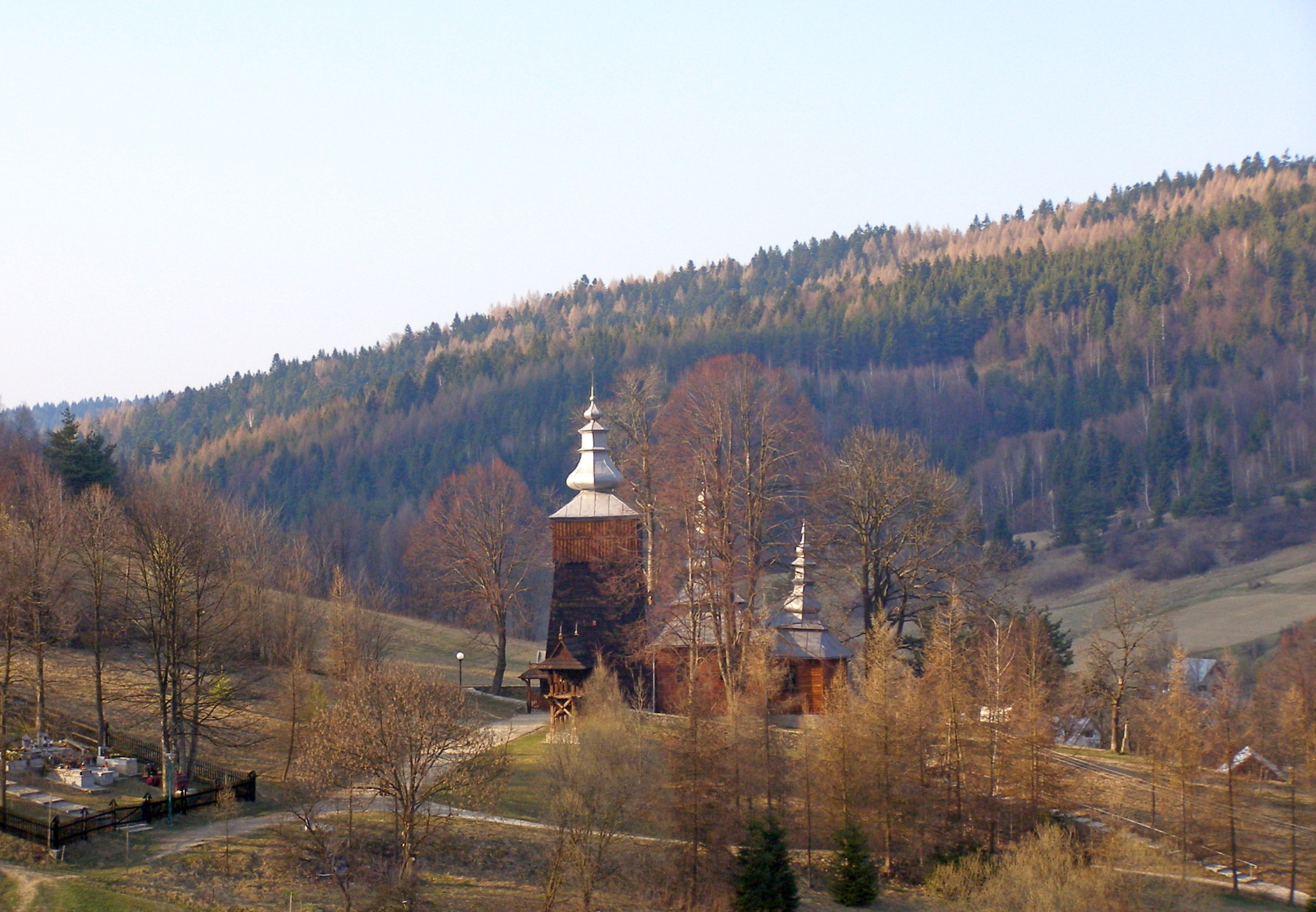
Widok ogólny
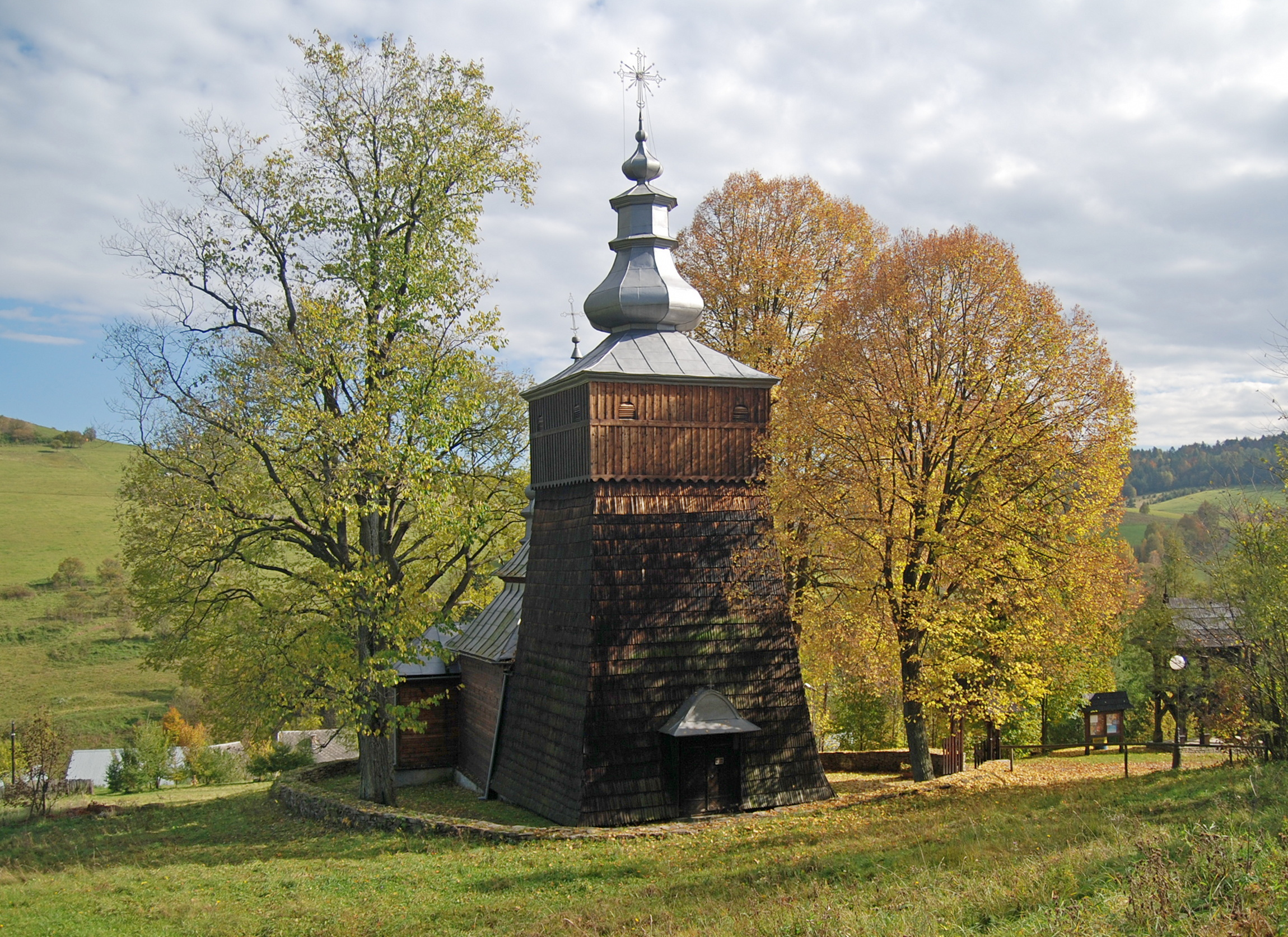
Cerkiew od strony zachodniej